# Юров, Данила Юрьевич
Дани́ла Ю́рьевич Ю́ров (род. 22 декабря 2003, Челябинск) — российский хоккеист, правый крайний нападающий клуба НХЛ «Миннесота Уайлд». Обладатель Кубка Гагарина 2024 года.

## Биография
Начал заниматься хоккеем в Челябинске в школе Сергея Макарова, но в 2015 году переехал с родителями в Магнитогорск, где и продолжил заниматься хоккеем. Выступал в МХЛ за команды «Стальные лисы». Дебютировал в КХЛ 24 сентября 2020 года за «магнитогорский Металлург» в возрасте 16 лет в матче с «Витязем» (1:4). 23 октября в матче с «Северсталью», забросив шайбу в возрасте 16 лет и 306 дней, повторил клубный рекорд Владислава Каменева, при этом вошёл в тройку самых молодых авторов голов в КХЛ. В сезоне 2021/22 играл в КХЛ и МХЛ; «Металлург» дошёл до финала Кубка Гагарина.
На драфте НХЛ 2022 года выбран в 1-м раунде под общим 24-м номером клубом «Миннесота Уайлд». В новом сезоне за 59 матчей заработал 12 (6+6) очков.
По итогам регулярного чемпионата 2023/24 заработал 49 (21+28) очков, установил рекорд по количеству очков в регулярном чемпионате среди хоккеистов КХЛ в возрасте до 21 года, обойдя Владимира Тарасенко, который заработал 47 очков по итогам сезона 2011/2012. В апреле стал обладателем Кубка Гагарина; в плей-офф Кубка Гагарина заработал 12 очков. 22 апреля 2025 расторг контракт с клубом.
В мае 2025 года подписал трёхлетний контракт новичка с клубом НХЛ «Миннесота Уайлд».

### Карьера в сборной
Серебряный призёр ЮЧМ-21 в составе юниорской сборной России; на турнире забросил 4 шайбы и отдал 7 результативных передач и стал третьим бомбардиром команды.

## Достижения
- Обладатель Кубка Гагарина (2024)[5]